# Les Douze Légionnaires
Les Douze Légionnaires est un feuilleton télévisé français en treize épisodes de 30 minutes, créé par Bernard Borderie (et duquel Paul Bonnecarrère tirera son livre Douze légionnaires : d'après son feuilleton télévisé, Fayard, 1974), et diffusé à partir du 2 août 1976 sur Antenne 2.

## Synopsis
Les dix premiers épisodes racontent les histoires individuelles de 12 légionnaires, s'étalant de la 2ème guerre mondiale à la guerre d'Algérie, en passant par la guerre d'Indochine. Puis, formés en commando, ils sont envoyés en mission quelque part en Afrique pour empêcher un groupe de mercenaires de détruire un barrage.

## Liste des épisodes
•Épisode 1 : Italie, sergent-chef Moretti
•Épisode 2 : Allemagne, adjudant Castorp
•Épisode 3 : Indochine, adjudant Zuilen
•Épisode 4 : Delta, adjudant Duffel
•Épisode 5 : Nam-Dinh, sergent-chef Ky Vanost
•Épisode 6 : Cao Bang, sergent-chef Kloff, sergent-chef Steiner
•Épisode 7 : Algérie, sergent-chef Muller
•Épisode 8 : Ouarsenis, sergent-chef Larue
•Épisode 9 : Sahara, sergent-chef Sevek
•Épisode 10 : Calvi, caporal-chef Pryde
•Épisode 11 : Le lieutenant
•Épisode 12 : Le commando final
•Épisode 13 : L'attaque

## Fiche technique
- Réalisation et co-adaptation : Bernard Borderie
- Ecriture: Paul Bonnecarrère
- Producteur délégué : Robert Velin
- Producteurs exécutifs : Jacques Bonnecarrère et Étienne Laroche
- Musique : Jack Arel
- Chanson générique : "Vivre et savoir mourir"
- Paroles : Franck Gerald
- Productions : Antenne 2 et Télécip
- Date de diffusion : 2 août 1976 sur Antenne 2

## Distribution
- Maurice Biraud : Adjudant Pierre Duffel
- Henry Czarniak : Sergent-Chef Renato Moretti
- François Dunoyer : Lieutenant Charrier
- Michel Fortin : Sergent-Chef Vanost
- René Havard : le chauffeur du général
- Demir Karahan : Caporal-Chef Pryde
- Philippe Lemaire : Adjudant Zuilen
- Pierre Londiche : Commandant Janvier
- Yves-Marie Maurin : Adjudant Castorp jeune
- James Mitchell : Sergent-Chef Hans Steiner
- Philippe Paulino : Sergent -Chef Moretti jeune
- Daniel Perche : Adjudant Hans Castorp
- Sady Rebbot : Chef fellaga
- Antoine Saint-John : Sergent-Chef Hans Muller
- Boramy Tioulong : Sergent-Chef Ky Vanost
- Bernard Tiphaine : Sergent-Chef Larue
- Yves Vincent : Colonel Vigne
- Nicolas Vogel : Sergent-Chef Kloff
- André Weber : Adjudant Sevek